# SAP Business Suite
SAP Business Suite è un insieme di applicazioni che fornisce l'integrazione dell'informazione e dei processi, collaborazione e funzionalità specifiche dei settori industriali e scalabilità basata sulla piattaforma tecnologica NetWeaver.
L'ultima versione di SAP Business Suite, la settima, ha i seguenti applicativi:
- SAP ERP ECC 6.0 (Enterprise Resource Planning)
- SAP CRM 7.0 (Customer Relationship Management)
- SAP SRM 7.0 (Supplier Relationship Management)
- SAP SCM 7.0 (Supply Chain Management)
- SAP PLM 7.0 (Product Lifecycle Management)